# Thionia scutellata
Thionia scutellata är en insektsart som beskrevs av Fowler 1904. Thionia scutellata ingår i släktet Thionia och familjen sköldstritar. Inga underarter finns listade i Catalogue of Life.